# Арена Йоэнсуу
Арена Йоэнсуу (фин. Joensuu areena) – большой многофункциональный комплекс, который в основном используется для спортивных целей, но благодаря современному оборудованию, акустике, возможностям трансформации и мощному освещению подходит и для организации крупных выставок, ярмарок и концертов. «Арена» была построена в феврале 2004 года и стала самым большим в Финляндии деревянным зданием.
«Арена» находится в городе Йоэнсуу в спортивной зоне Мехтимяки, недалеко от Университета Восточной Финляндии, примерно в одном километре от центра города.
В «Арене» есть площадки для занятий лёгкой атлетикой, баскетболом, волейболом и флорболом. В зимнее время там расстилается искусственный газон, на котором можно играть в футбол и в финский бейсбол. Также там имеется боксёрский ринг, татами, скалодром и тренажёрный зал. Основная площадь арены обычно разделена на три части, у каждой из которых есть свой вход.

## Использование крытого стадиона
«Арена Йоэнсуу» – домашняя площадка для местных команд «Йоэнсуун Катая» (баскетбол) и «Йосба» (флорбол). В зимнее время там проводит игры и местная команда по финскому бейсболу «Йоэнсуун Майла». Также в здании тренируется и местный клуб тайского бокса. Когда площадки и залы крытого стадиона не заняты под тренировки и игры, они открыты для свободного посещения.

## Технические характеристики здания
- Общая площадь — 14600 м2
- Площадь центральной площадки — 10600 м2
- Высота пролёта — 24 м
- Вместимость — 7000 человек
- Количество сидячих мест — 2000
- Количество раскладных столов — 200
- Переносная сцена для выступлений, максимальная площадь — 300 м2
- Мобильная спортивная паркетная площадка — 882 м2
- Конференц-залы с аудиовизуальным оборудованием — для 10, 18 и 50 человек
- Лобби/Многофункциональное помещение — 790 м2
- Освещенность — макс. 800 люкс

## Крупные мероприятия
«Арена Йоэнсуу» является самым подходящим для массовых мероприятий крытым пространством в Йоэнсуу, она много раз служила местом выставок, концертов и прочих многолюдных организованных событий. Весной 2007 года в течение нескольких дней в этом месте побывало несколько десятков тысяч людей при открытии выставки «Тайтая», которая была посвящена профессиональному обучению. В мае 2007 года в «Арене» прошел концерт рок-группы Deep Purple, количество зрителей составило 6000 человек.

## Строительство и архитектура
«Арена Йоэнсуу» была построена в 2004 году по проекту Марьятты Хара-Пиетиля из компании Pro-Ark Oy и стала самым большим деревянным зданием Финляндии. Из-за крупного размера строительство здания оказалось сложным, особое внимание приходилось уделять планировке конструкции и расчётам прочности материалов. Главным застройщиком был город Йоэнсуу, а подрядчиком — строительная компания YIT. За проектирование конструкций отвечала компания Finnmap Consulting Oy, а за технику — компания Instakon Oy. Каркас арены состоится из 28 огромных деревянных балок, которые соединяются на вершине здания. Всего на здание ушло ушло 4000 м3 дерева, примерно 15 гектара леса. За отличное качество строительных работ «Арена» получила приз «RIL» 2004 года от Союза строительных инженеров Финляндии.